# Primera División de Bolivia 1955
El Campeonato de Primera División 1955, llamado oficialmente Torneo Integrado 1955, fue el segundo torneo organizado por la Asociación de Fútbol de La Paz (AFLP).
El torneo consagró campeón nacional a San José por primera vez en su historia.
Por su parte, el Club Unión Maestranza descendió a la segunda división de la Asociación de Fútbol de La Paz (AFLP) por primera vez en su historia.

## Sistema de disputa
El certamen se desarrolló en dos ruedas de 20 partidos en la que se enfrentaron todos contra todos. Consagró un campeón y, al ser los clubes de las asociaciones de Cochabamba y Oruro invitados a este campeonato,  descendió el primer equipo de la Asociación de Fútbol de La Paz, que se ubicará en la última posición del torneo, al ser esta asociación la encargada del torneo.

## Equipos

### Información general
| Equipo                          | Ciudad     |
| ------------------------------- | ---------- |
| Asociación de Fútbol de La Paz  |            |
| Bolívar                         | La Paz     |
| Chaco Petrolero                 | La Paz     |
| Ferroviario                     | La Paz     |
| Ingavi                          | La Paz     |
| Litoral                         | La Paz     |
| Municipal                       | La Paz     |
| The Strongest                   | La Paz     |
| Unión Maestranza                | Viacha     |
| Asociación de Fútbol Cochabamba |            |
| Aurora                          | Cochabamba |
| Jorge Wilstermann               | Cochabamba |
| Asociación de Fútbol Oruro      |            |
| San José                        | Oruro      |

### Distribución geográfica de los equipos
| Región     | Cant. | Equipos |
| ---------- | ----- | --- |
| La Paz     | 8     | Bolívar, Chaco Petrolero, Deportivo Municipal, Ferroviario, Ingavi, Litoral, The Strongest y Unión Maestranza |
| Cochabamba | 2     | Aurora, Jorge Wilstermann                                                                                     |
| Oruro      | 1     | San José |

## Tabla de posiciones final
| Pos  | Equipo              | Pts | PJ | G  | E | P  | GF | GC | DIF |
| ---- | ------------------- | --- | -- | -- | - | -- | -- | -- | --- |
| 1.º  | San José            | 29  | 20 | 13 | 3 | 4  | 54 | 23 | +31 |
| 2.º  | Chaco Petrolero     | 24  | 20 | 11 | 2 | 7  | 47 | 45 | +2  |
| 3.º  | Bolívar             | 23  | 20 | 11 | 1 | 8  | 44 | 48 | –4  |
| 4.º  | Litoral             | 22  | 20 | 10 | 2 | 8  | 51 | 46 | +5  |
| 5.º  | Deportivo Municipal | 21  | 20 | 10 | 1 | 9  | 52 | 31 | +21 |
| 6.º  | Jorge Wilstermann   | 21  | 20 | 9  | 3 | 8  | 47 | 45 | +2  |
| 7.º  | The Strongest       | 20  | 20 | 7  | 6 | 7  | 39 | 39 | 0   |
| 8.º  | Ingavi              | 17  | 20 | 7  | 3 | 10 | 39 | 49 | –10 |
| 9.º  | Ferroviario         | 16  | 20 | 6  | 4 | 10 | 35 | 46 | –11 |
| 10.º | Unión Maestranza    | 14  | 20 | 5  | 4 | 11 | 36 | 56 | –20 |
| 11.º | Aurora              | 13  | 20 | 5  | 3 | 12 | 31 | 47 | –16 |

|  | Campeón.                               |
|  | Relegado a la Segunda División (AFLP). |

## Goleador
| Jugador              | Jugador             | Goles | Equipo              |
| -------------------- | ------------------- | ----- | ------------------- |
| Bandera de Argentina | Pedro Eugenio Callá | 31    | Deportivo Municipal |

## Descensos y ascensos
Al finalizar la temporada descendió Unión Maestranza, equipo que ocupó el último puesto en la tabla de posiciones, siendo reemplazado por Northern F. C., ganador del torneo de ascenso de la Asociación de Fútbol de La Paz (AFLP).